# 山地无心菜
山地无心菜（学名：Arenaria monantha）为石竹科无心菜属的植物，是中国的特有植物。分布于中国大陆的西藏等地，多生在山地，目前尚未由人工引种栽培。

## 别名
山地雪灵芝（中国高等植物图鉴补编）